# Тессье, Луи
Луи Тессье (фр. Louis Tessier; 1719 — 14 декабря 1781, Париж) — французский рисовальщик и живописец. «Художник цветов короля Людовика XV».

## Биография
Луи Тессье работал на королевской Мануфактуре гобеленов. Он является автором рисунков для альбома «Книга образцов цветов» (Le Livre de Principes de Fleurs) с гравюрами Жюста Шевилье, опубликованного после 1755 года. Этот альбом использовали художники в качестве образцов цветочного декора для маркетри в мебели, тканых обивок и шпалер.

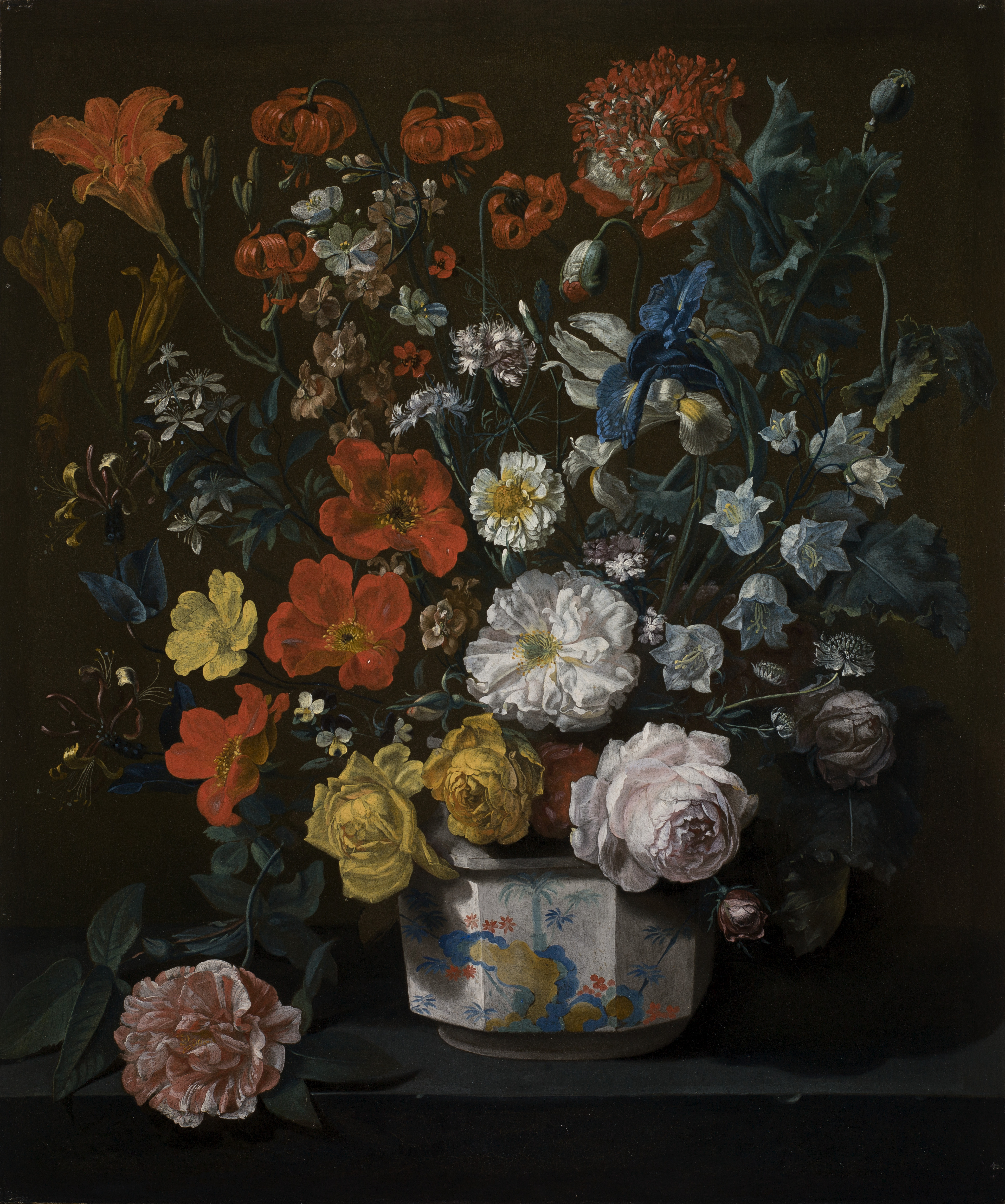
Цветы в вазе. Ок. 1760. Холст, масло. Художественный музей, Сент-Луис, США
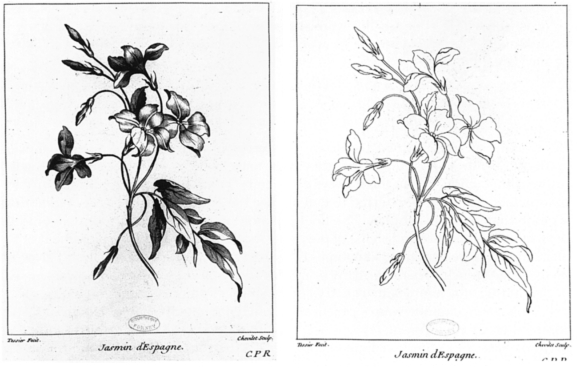
Жасмин. Гравюра по рисунку Л. Тессье. Ок. 1755
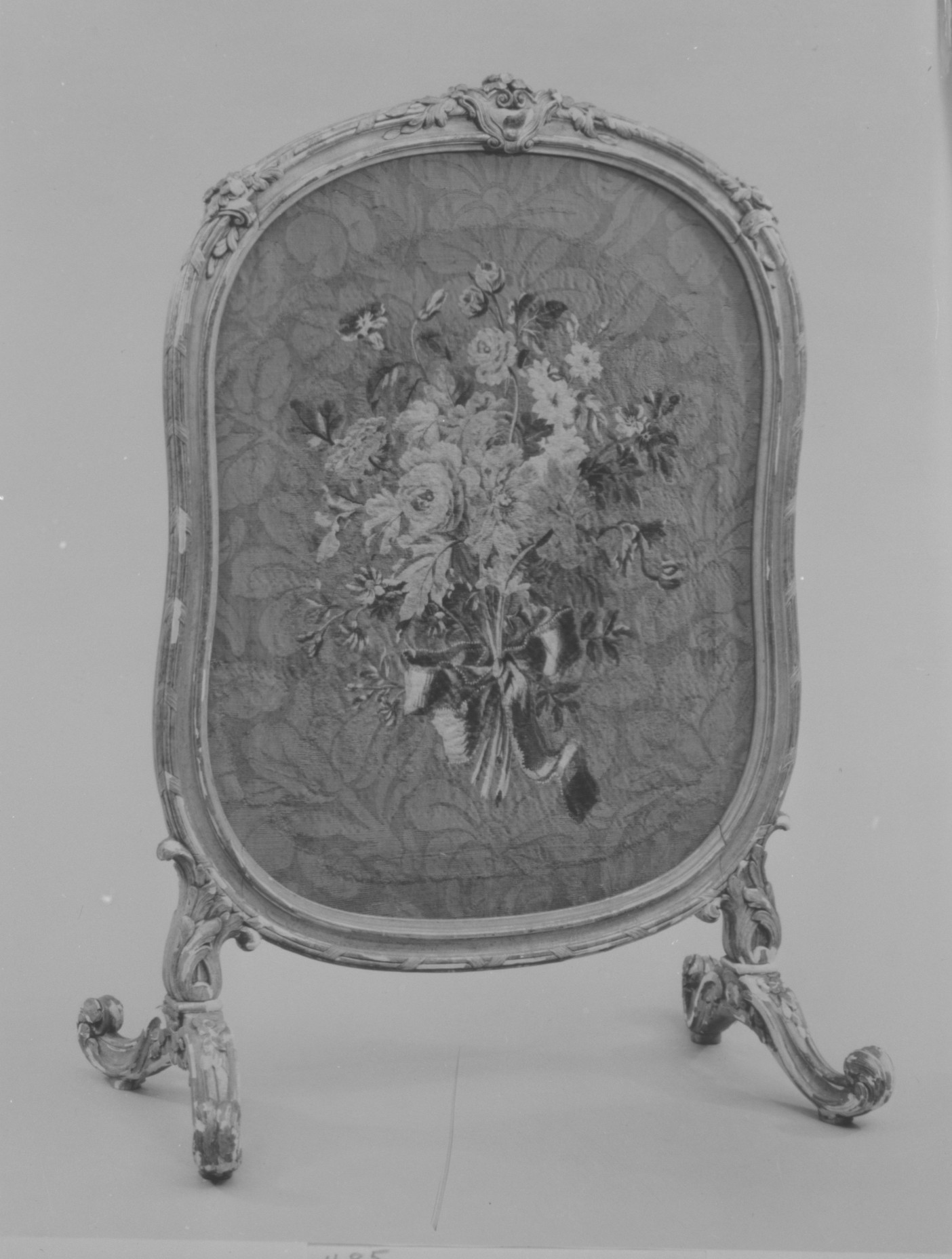
Каминный экран (спинка кресла?). 1766–1771
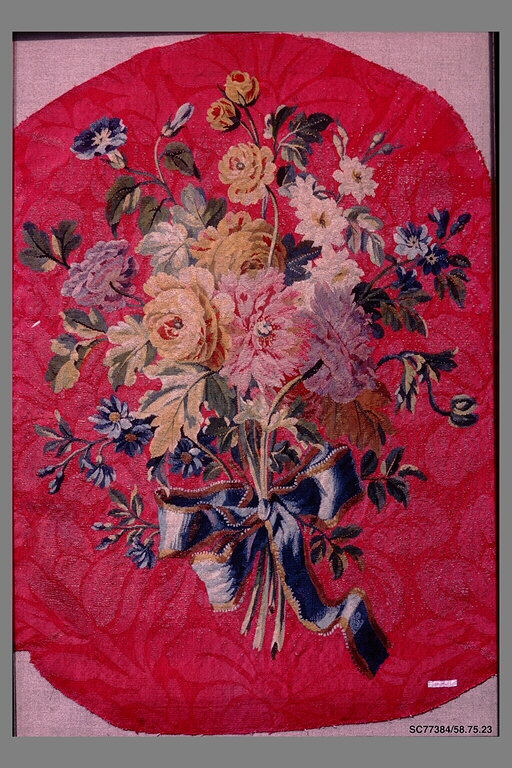
Вышивка. По рисунку Л. Тессье. Мануфактура гобеленов